# 行星科学十年调查
行星科学十年调查(Planetary Science Decadal Survey)是美国国家研究委员会为美国宇航局和国家科学基金会等其他美国政府机构编撰的出版物。该文件确定了行星科学面临的关键问题，并阐述了未来十年太空和地面探索的建议。对在适当情况下，通过收集数据以回答这些重大问题的任务进行了描述并确定了优先次序。类似的十年期调查涵盖了天文学和天体物理学、地球科学和太陽圈物理學。
截至2022年，已有三份“十年调查”报告，一份於2002年出版，涵蓋2003年至2013 年的十年，另一份於2011 年出版，涵蓋2013年至2022 年的十年， 一份於2022 年出版，涵蓋2023年至2032年的十年。 2023年至2032年的調查於2022年4月19日發布。

## 2013年至2022年行星科学愿景和航程
《2013年-2022年十年行星科学愿景与航程(2011年版)》于2011年3月7日发布预发行版，当年晚些时候出版了正式版。该文件的预发行版在全美各地市政厅会议、月球与行星会议以及美国宇航局网站和国家科学院出版社公开发表。该报告不同与以往，因为它包含了来自第三方承包商“残酷诚实”的预算审查。
报告强调了一辆新的火星探测车、一项前往木星卫星木卫二的任务，以及拟议为旗舰任务的探索天王星及其卫星的任务。火星任务被列为最高优先级，其次是木卫二欧罗巴任务。
提议的火星探测车被称为“火星天体生物学勘探-贮存者”(MAX-C)，它将储存采集的样本，以便最终返回地球，但返回的方法尚未确定，它只建议火星探测车的任务，如果可以做得足够便宜(25亿美)。
该调查委员会由康奈尔大学的“史蒂夫·斯奎尔斯”(Steve Squyres)领导，包括5个专题小组，重点关注内行星(水星、金星和月球)、火星(不包括火卫一和火卫二)、气态巨行星、卫星(伽利略卫星、土卫六和其他卫星)和原始天体(小行星，彗星、火卫一、火卫二、冥王星/卡戎和其他柯伊伯带天体、陨石和行星际尘云)。 
任务与技术研究：
- 水星着陆器任务概念研究
- 金星移动探测器任务概念研究
- 金星无畏号镶嵌地块着陆器概念研究
- 金星气候任务概念研究
- 月球地球物理网概念研究
- 月球极地挥发物探测任务概念研究
- 2020-2024年近地小行星轨道机遇

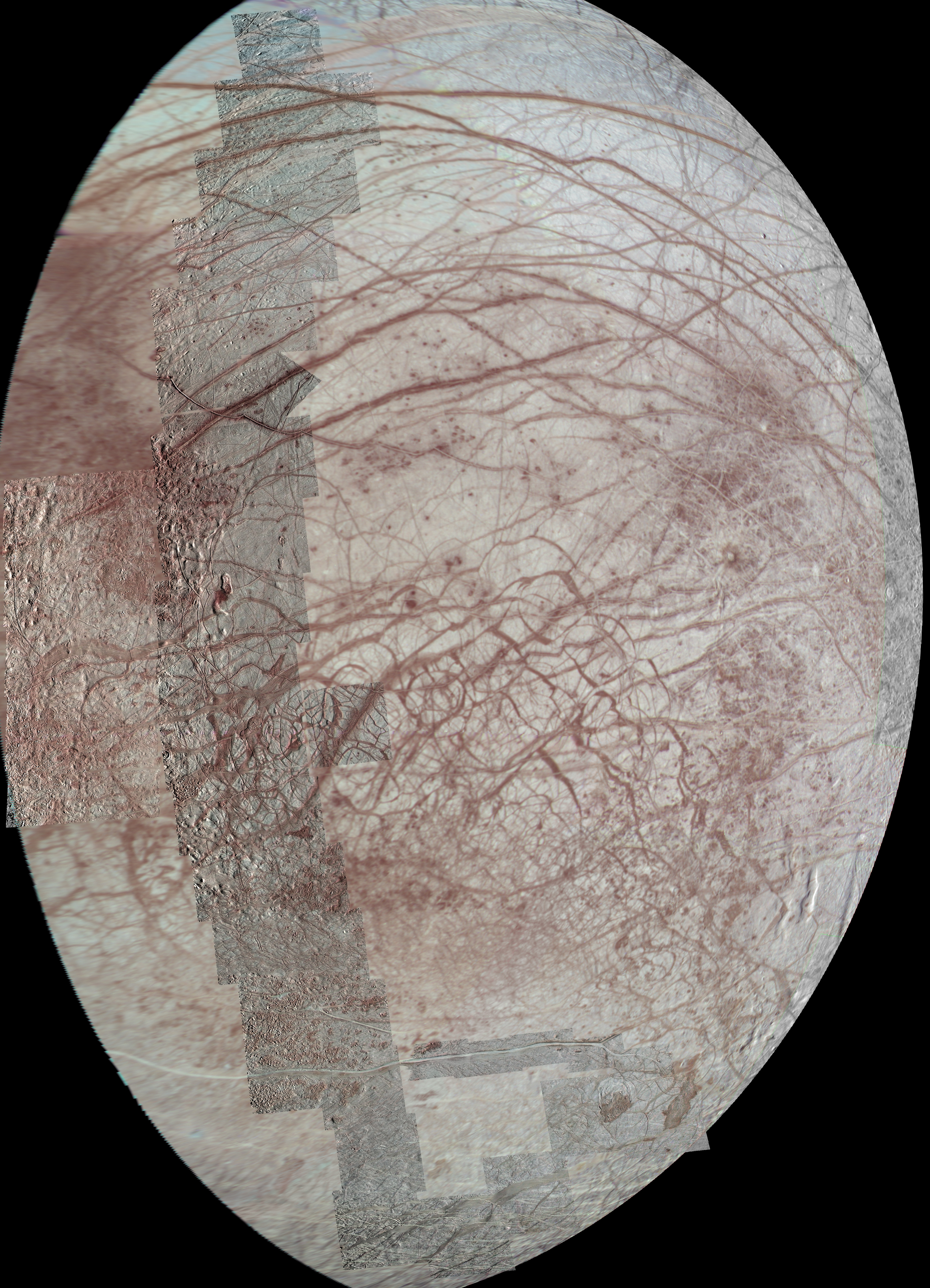
以前任务所收集数据绘制的木卫二拼接图，木卫二是木星的一颗卫星。

- 火星2018MAX-C贮样探测车概念研究
- 火星采样返回轨道器任务概念研究
- 火星采样返回着陆器任务概念研究
- 火星2018空中起重机能力研究
- 火星地球物理网选项
- 火星地球物理网概念研究
- 火星极地气候概念
- 木星-木卫二轨道飞行器(EJSM组件)概念研究
- 木卫一观测者概念研究
- 木卫三轨道飞行器概念研究
- 特洛伊之旅概念研究
- 土卫六－土星系统任务
- 土星大气进入器权衡研究
- 土星大气层进入探测器任务概念研究
- 土星环观测者概念研究
- 土卫二飞越和采样返回概念研究
- 土卫二轨道飞行器概念研究
- 特里同湖泊探测器概念研究
- 喀戎轨道飞行器任务概念研究
- 天王星和海王星轨道器及探测器概念研究
- 海王星-海卫一-柯伊伯带天体任务概念研究
- 彗星表面采样返回任务概念研究
- 低温彗核采样返回任务技术研究
- 小型核动力系统可行性研究

推荐给新疆界计划的方案是从彗星表面采样返回、月球南极-艾托肯盆地采样返回、土星探测器、特洛伊之旅和交会以及金星实地探测器中选择一项， 然后再从木卫一观测者，月球地球物理网选择一项(作为第4和第5次新疆界任务)。在2011年美国宇航局对审查的回应中，美国宇航局支持新疆界计划建议(前三次新疆界任务分别为飞越冥王星的新视野号、木星轨道器朱诺号和近地轨道取样返回的奥西里斯-雷克斯任务)。

## 2003年至2013年太阳系新疆界计划

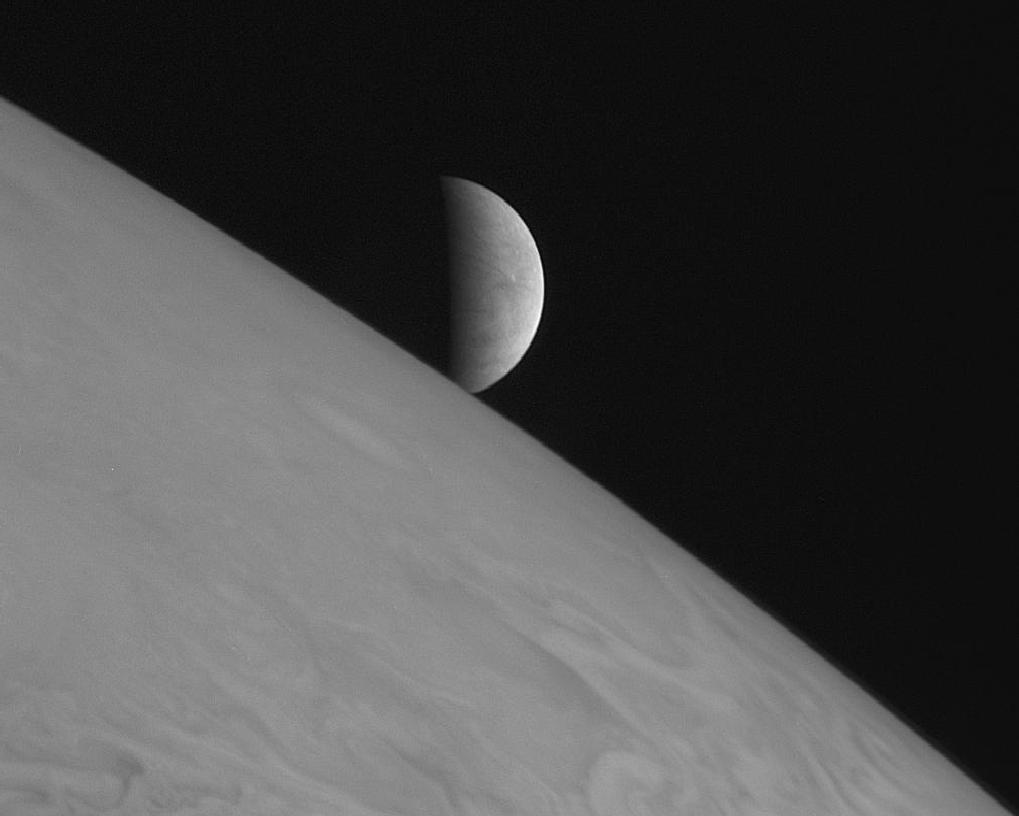
2007年新视野号看到的木星和木卫二。

2003年出版的《太阳系新疆界：综合探索战略》为2003年至2013年的十年制定了计划。该调查委员会由迈克尔·贝尔顿领导，五个小组集中讨论了内行星、火星、巨行星、大型卫星和天体生物学。这次调查的重点集中于火星探测上，包括火星漫游车，建立了包含研究冥王星的新视野号任务的新疆界计划，并设立了动力和推进计划，为以后数十年，包括飞出地球轨道的载人任务在内的计划奠定了技术基础。

## 十年调查之前

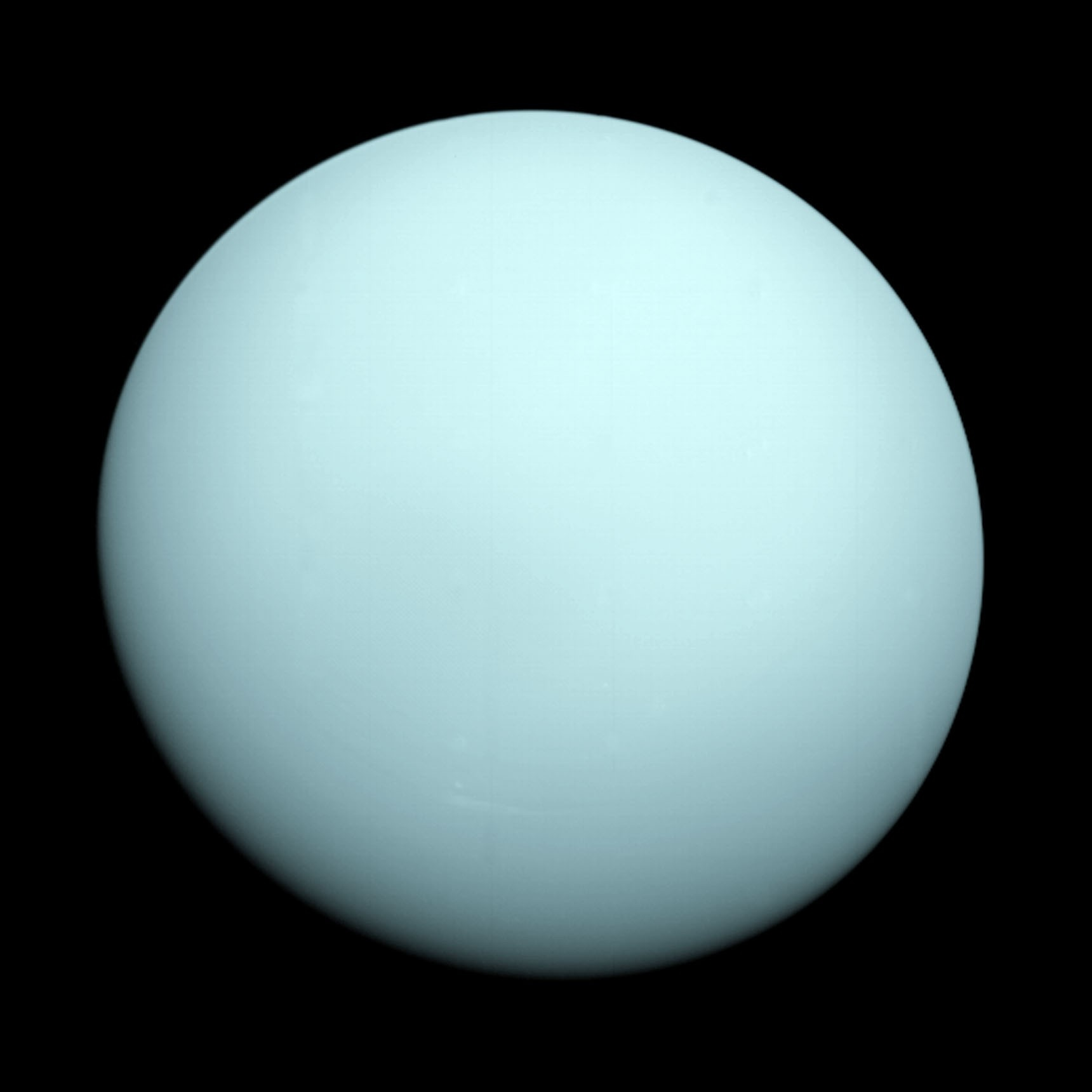
1986年拍摄的天王星

1968年出版的《1968-1975年行星探索》建议按优先顺序前往木星、火星、金星和水星的任务。
1975年的《太空科学报告》建议探索外行星。
《1977年-1987年内行星探索战略》发表于1977年。
《1980-1990年太阳系原始天体探索战略—小行星、彗星和流星体》发表于1980年。
1986年出版了《1986-1996年外行星探索战略》。
1988年出版的《21世纪的空间科学—1995年至2015年十年要务》建议将重点放在“类似伽利略号任务一样去研究土星、天王星和海王星”，包括与土星光环交会任务和对土卫六的研究。它还建议使用一艘“月球地球科学轨道器”对月球进行研究，这是一个由月球探测车和从月球表面取样返回组成的网络。报告建议水星轨道器不仅要研究水星，还要部分提供对太阳的研究。从火星探路者号任务开始，计划于1995年开展一项“广泛研究火星计划”，随后于1998年实施一项将样本送回地球研究的计划。对彗星或小行星等原始天体的研究被推荐为阿波罗型和阿莫尔型小行星飞行任务。

## 另请参阅
- 天文学和天体物理学十年调查